# 파일럿윙즈
《파일럿윙즈》(Pilotwings)는 닌텐도가 제작하는 일련의 비행 시뮬레이션 비디오 게임 시리즈이다. 1990년 슈퍼 패미컴으로 발매된 《파일럿윙즈》으로 시작했으며 이후 닌텐도 64용 《파일럿윙즈 64》, 닌텐도 3DS용 《파일럿윙즈 리조트》가 발매돼 총 3종의 게임이 출시됐다.
미야모토 시게루가 기획한 게임으로 처음에는 슈퍼 패미컴의 유사 3D 환경을 위한 선보이기 위해 제작됐다.

## 게임
| 1990      | 파일럿윙즈        |
| 1991–1995 |                   |
| 1996      | 파일럿윙즈 64     |
| 1997–2010 |                   |
| 2011      | 파일럿윙즈 리조트 |

2011년 발매된 《파일럿윙즈 리조트》는 북미와 유럽 지역에서 콘솔동시출시 게임으로서 2011년 3월 25일 발매됐다. 그 외 일본, 오스트레일리아 및 뉴질랜드에선 2011년 4월 14일 출시됐다.